# Sport Club Corinthians Paulista 2021
Questa voce raccoglie le informazioni riguardanti lo Sport Club Corinthians Paulista nelle competizioni ufficiali della stagione 2021.

## Maglie e sponsor
Il fornitore tecnico per la stagione 2020 è Nike, mentre il main sponsor è Banco BMG.
| 1ª divisa | 2ª divisa | 3ª divisa |

## Organigramma societario
Area direttiva
- Presidente: Duilio Monteiro Alves
- 1° Vice presidente: Elie Werdo
- 2° Vice presidente: Luiz Wagner Alcantara
- Direttore finanziario: Wesley Lucio Cavalcante De Melo
- Direttore dipartimento contratti: Fabio Trubilhano
- Direttore amministrativo: Eduardo Caggiano Freitas
- Direttore patrimonio e opere: Leandro Martins Da Silva
- Direttore cultura: André Luis Carrijo Ferreira
- Segretario generale: Adriano Noccioli Monteiro Alves

Area tecnica
- Direttore sportivo: Roberto de Andrade
- Manager settore "calcio": Alessandro Nunes
- Supervisore settore "calcio": André Dias
- Allenatore: Sylvio Campos
- Allenatore in seconda:
- Collaboratori tecnici: Dorival Guidoni Júnior (Doriva), Alex Meschini
- Osservatori: Mauro Da Silva, Alysson Marins
- Preparatori atletici: Flávio de Oliveira, Fabricio Ramos do Prado, Leandro Serafim da Silva
- Preparatori dei portieri: Marcelo Carpes, Luiz Fernando dos Santos

Area sanitaria
- Responsabile: Joaquim Grava
- Medici sociali: Julio Stancati, Ana Carolina Ramos e Côrte
- Fisioterapisti: Paulo Rogério Vieira, Caio Mauricio Sampaio Mello, Bruno Gorgatte, Lucas Freitas, Luciano Moreira Rosa
- Fisiologo: Marco Aurélio Melo
- Infermieri: Alexandro Gonçalves Dias, Cleber Costa de Souza
- Massaggiatori: Ceará, Jomar Espírito Santo dos Santos
- Podologo: Ezequiel Pereira Rocha

## Rosa
Aggiornata al 13 dicembre 2021.
| N. |                    | Ruolo | Calciatore        |
| -- | ------------------ | ----- | ----------------- |
| 1  | Brasile (bandiera) | P     | Caíque França     |
| 2  | Brasile (bandiera) | D     | João Pedro        |
| 4  | Brasile (bandiera) | D     | Gil               |
| 5  | Brasile (bandiera) | C     | Gabriel           |
| 6  | Brasile (bandiera) | D     | Lucas Piton       |
| 7  | Brasile (bandiera) | A     | Luan              |
| 8  | Brasile (bandiera) | C     | Renato Augusto    |
| 10 | Brasile (bandiera) | A     | Willian           |
| 11 | Brasile (bandiera) | C     | Giuliano          |
| 12 | Brasile (bandiera) | P     | Cássio (capitano) |
| 13 | Brasile (bandiera) | D     | Léo Santos        |
| 17 | Brasile (bandiera) | A     | Cauê              |
| 19 | Brasile (bandiera) | A     | Gustavo Mosquito  |
| 19 | Brasile (bandiera) | A     | Marquinhos        |
| 22 | Brasile (bandiera) | P     | Carlos Miguel     |
| 23 | Brasile (bandiera) | D     | Fagner            |
| 24 | Brasile (bandiera) | C     | Víctor Cantillo   |
| 25 | Brasile (bandiera) | A     | Felipe Augusto    |
| 26 | Brasile (bandiera) | D     | Fábio Santos      |
| 28 | Brasile (bandiera) | A     | Adson             |
| 29 | Brasile (bandiera) | C     | Roni              |

| N.  |                      | Ruolo | Calciatore      |
| --- | -------------------- | ----- | --------------- |
| 32  | Brasile (bandiera)   | P     | Matheus Donelli |
| 32  | Brasile (bandiera)   | D     | João Victor     |
| 34  | Brasile (bandiera)   | D     | Raul Gustavo    |
| 37  | Brasile (bandiera)   | C     | Du Queiroz      |
| 38  | Brasile (bandiera)   | A     | Gabriel Pereira |
| 39  | Brasile (bandiera)   | C     | Xavier          |
| 40  | Brasile (bandiera)   | P     | Guilherme       |
| 43  | Brasile (bandiera)   | C     | Vitinho         |
| 77  | Brasile (bandiera)   | A     | Jô              |
| 123 | Brasile (bandiera)   | A     | Róger Guedes    |
| --  | Brasile (bandiera)   | A     | Antony          |
| --  | Brasile (bandiera)   | A     | Camacho         |
| --  | Colombia (bandiera)  | A     | Juan Cazares    |
| --  | Brasile (bandiera)   | C     | Jemerson        |
| --  | Brasile (bandiera)   | A     | Léo Natel       |
| --  | Uruguay (bandiera)   | D     | Bruno Méndez    |
| --  | Venezuela (bandiera) | A     | Rómulo Otero    |
| --  | Brasile (bandiera)   | C     | Romiro          |
| --  | Brasile (bandiera)   | A     | Rodrigo Varanda |
| --  | Cile (bandiera)      | C     | Ángelo Araos    |

## Cambi di allenatore
Il 16 maggio 2021 Vágner Mancini è stato esonerato dopo la sconfitta nella semifinale del campionato paulista contro il Palmeiras. A sostituirlo nel suo incarico, in attesa della nuova nomina, la società ha incarito tre membri dello staff tecnico: il capo del reparto analisi Fernando Lázaro, il preparatore atletico Flávio de Oliveira e il capo del reparto scouting Mauro da Silva. Nelle due partite di Coppa Sudamericana contro Sport Huancayo e River Plate, ad assumere il ruolo di allenatore è stato Flávio de Oliveira.
Il 23 maggio successivo, l'ex-giocatore del Corinthians Sylvinho ha assunto la carica di nuovo allenatore della squadra, con un contratto fino al dicembre 2022.

## Calciomercato

### Sessione invernale
| Acquisti | Acquisti   | Acquisti         | Acquisti                |
| R.       | Nome       | da               | Modalità                |
| -------- | ---------- | ---------------- | ----------------------- |
| A        | André Luis | Shanghai Shenhua | trasferimento annullato |
| C        | Ruan       | Metropolitano    | prestito (30.06.2022)   |

| Cessioni | Cessioni          | Cessioni         | Cessioni                       |
| R.       | Nome              | a                | Modalità                       |
| -------- | ----------------- | ---------------- | ------------------------------ |
| D        | Matheus Alexandre | Inter de Limeira | prestito (31.05.2021)          |
| C        | Thiaguinho        | Inter de Limeira | prestito (31.05.2021)          |
| D        | Caetano           | São Caetano      | prestito (31.05.2021)          |
| A        | Rafael Bilú       | Mirassol         | prestito (31.05.2021)          |
| C        | Janderson         | Atl. Goianiense  | prestito (31.12.2021)          |
| A        | Matheus Davó      | Guarani          | prestito (31.12.2021)          |
| C        | Éderson           | Fortaleza        | prestito (31.12.2021)          |
| P        | Walter            | Cuiabá           | prestito (31.12.2021)          |
| A        | Jonathan Cafú     | Cuiabá           | prestito (31.12.2021)          |
| A        | Madson            | Santa Cruz       | prestito (31.12.2021)          |
| D        | Marllon           | Cuiabá           | cessione definitiva (gratuita) |
| D        | Yago              | Náutico          | cessione definitiva (gratuita) |
| C        | Marquinhos        | Sport Recife     | prestito (31.12.2021)          |
| C        | Fabrício Oya      | Tarpeda Žodzina  | cessione definitiva (gratuita) |
| A        | André Luis        | Atl. Goianiense  | prestito (31.12.2021)          |
| C        | Matheus Jesus     | Juventude        | prestito (31.12.2021)          |
| C        | Juan Cazares      | Fluminense       | cessione definitiva (gratuita) |
| D        | Michel Macedo     | Juventude        | prestito (31.12.2021)          |
| A        | Everaldo          | Sport Recife     | prestito (31.12.2021)          |

### Sessione estiva
| Acquisti | Acquisti        | Acquisti               | Acquisti                            |
| R.       | Nome            | da                     | Modalità                            |
| -------- | --------------- | ---------------------- | ----------------------------------- |
| C        | Víctor Cantillo | Atlético Junior        | acquisto definitivo (2,7 milioni €) |
| C        | Giuliano        | İstanbul Başakşehir    | acquisto definitivo (gratuito)      |
| C        | Renato Augusto  | Beijing Guoan          | acquisto definitivo (gratuito)      |
| A        | Róger Guedes    | Shandong Jinan Taishan | acquisto definitivo (gratuito)      |
| P        | Carlos Miguel   | Internacional          | acquisto definitivo (gratuito)      |
| A        | Willian         | Arsenal                | acquisto definitivo (gratuito)      |
| D        | João Pedro      | Porto                  | prestito (30.06.2022)               |
| C        | Richard         | Athl. Paranaense       | prestito annullato                  |

| Cessioni | Cessioni          | Cessioni                | Cessioni                          |
| R.       | Nome              | a                       | Modalità                          |
| -------- | ----------------- | ----------------------- | --------------------------------- |
| C        | Rómulo Otero      |                         | svincolato                        |
| D        | Jemerson          |                         | fine del contratto                |
| C        | Ramiro            | Al-Wasl                 | prestito (30.06.2022)             |
| D        | Bruno Méndez      | Internacional           | prestito (30.06.2022)             |
| C        | Junior Sornoza    | Independiente del Valle | prestito (30.06.2022)             |
| C        | Fessin            | Ponte Preta             | prestito (31.12.2021)             |
| D        | Caetano           | CRB                     | prestito (31.12.2021)             |
| C        | Camacho           | Santos                  | cessione definitiva (gratuita)    |
| A        | Matheus Davó      | Philadelphia Union      | prestito (31.12.2021)             |
| C        | Mateus Vital      | Panathīnaïkos           | prestito (31.06.2022)             |
| A        | Léo Natel         | APOEL                   | prestito (31.06.2022)             |
| A        | Madson            | Estrela Amadora         | prestito (31.06.2022)             |
| A        | Rodrigo Varanda   | São Bernardo            | prestito (31.05.2022)             |
| A        | Rafael Bilú       | Juventude               | prestito (31.12.2021)             |
| D        | Matheus Alexandre | Coritiba                | prestito (31.12.2021)             |
| C        | Ángelo Araos      | Necaxa                  | cessione definitiva (1 milione $) |

## Campionato Paulista

### Classifica Gruppo A
| Pos. | Squadra          | Pt | G  | V | N | P | GF | GS | DR |
| ---- | ---------------- | -- | -- | - | - | - | -- | -- | -- |
| 1.   | Corinthians      | 25 | 12 | 7 | 4 | 1 | 17 | 9  | +8 |
| 2.   | Inter de Limeira | 18 | 12 | 6 | 0 | 6 | 8  | 12 | -4 |
| 3.   | Santo André      | 13 | 12 | 3 | 4 | 5 | 9  | 13 | -4 |
| 4.   | Botafogo-SP      | 12 | 12 | 2 | 6 | 4 | 10 | 15 | -5 |

### Risultati

#### Fase a gironi
| Bragança Paulista 28 febbraio 2021, ore 18:00 UTC-3 1ª giornata | RB Bragantino          | 0 – 0 referto | Corinthians | Stadio Nabi Abi Chedid ( spett.)\| Arbitro: \| Thiago Luis Scarascati \| |
| Arbitro:                                                        | Thiago Luis Scarascati |               |             |                                                                          |

| Arbitro: | Edina Alves Batista |

|                              |           |                                 |
| Mateus Vital 35’ Varanda 47’ | Marcatori | 4’ Lucas Lima 25’ Gabriel Silva |

| Arbitro: | Raphael Claus |

|                         |           |                |
| Mateus Vital 45’ Jô 77’ | Marcatori | 30’ João Veras |

| Arbitro: | Douglas Marques das Flores |

|  |           |            |
|  | Marcatori | 41’ Méndez |

| Arbitro: | Vinícius Gonçalves Dias Araújo |

|  |           |                      |
|  | Marcatori | 20’ Gustavo Mosquito |

| Arbitro: | Douglas Marques das Flores |

|  |           |          |
|  | Marcatori | 72’ Cauê |

| Arbitro: | Thiago Luis Scarascati |

|                              |           |             |
| Higor Meritão 73’ Xandão 88’ | Marcatori | 42’ Camacho |

| Arbitro: | Thiago Duarte Peixoto |

|                         |           |            |
| Fábio Santos 76’ (rig.) | Marcatori | 7’ Gabriel |

| Arbitro: | Edina Alves Batista |

|                    |           |  |
| Otero 45+3’ Jô 63’ | Marcatori |  |

| Arbitro: | Salim Fende Chaves |

|  |           |                            |
|  | Marcatori | 38’ Raul Gustavo 45’ Piton |

| Arbitro: | Edina Alves Batista |

|                               |           |                                  |
| Luan 40’ Gustavo Mosquito 84’ | Marcatori | 14’ Miranda 90+5’ (rig.) Luciano |

| Arbitro: | Luiz Flávio de Oliveira |

|                                          |           |                           |
| Fábio Santos 38’ (rig.) Luis Mandaca 62’ | Marcatori | 60’ (rig.) Douglas Baggio |

#### Quarti di finale
| Arbitro: | Douglas Marques das Flores |

|                                                        |           |               |
| Fagner 9’ Jemerson 58’ Jemerson 58’ Raul Gustavo 90+2’ | Marcatori | 63’ Thalisson |

#### Semifinale
| Arbitro: | Flávio Rodrigues de Souza |

|  |           |                                  |
|  | Marcatori | 11’ Victor Luis 75’ Luiz Adriano |

## Coppa Sudamericana 2021

### Fase a gironi

#### Classifica Gruppo E
| Pos. | Squadra        | Pt | G | V | N | P | GF | GS | DR  |
| ---- | -------------- | -- | - | - | - | - | -- | -- | --- |
| 1.   | Peñarol        | 13 | 6 | 4 | 1 | 1 | 15 | 3  | +12 |
| 2.   | Corinthians    | 10 | 6 | 3 | 1 | 2 | 12 | 6  | +6  |
| 3.   | River Plate    | 10 | 6 | 3 | 1 | 2 | 6  | 10 | -4  |
| 4.   | Sport Huancayo | 1  | 6 | 0 | 1 | 5 | 3  | 17 | -14 |

#### Risultati
| Asunción 22 aprile 2021, ore 20:30 UTC-4 1ª giornata | River Plate   | 0 – 0 referto | Corinthians | Stadio Defensores del Chaco ( spett.)\| Arbitro: \| Darío Herrera \| |
| Arbitro:                                             | Darío Herrera |               |             |                                                                      |

| Arbitro: | Facundo Tello |

|  |           |                         |
|  | Marcatori | 13’ González 56’ Terans |

| Arbitro: | Jhon Ospina |

|  |           |                                         |
|  | Marcatori | 4’ Luan Vieira 30’ Cauê 30’ Luan Vieira |

| Arbitro: | Néstor Pitana |

|                                                    |           |  |
| Martínez 5’ Martínez 14’ Canobbio 53’ Martínez 69’ | Marcatori |  |

| Arbitro: | Ángelo Hermosilla |

|                                                                                   |           |  |
| Gustavo Mosquito 5’ Mateus Vital 34’ Gil 55’ Gustavo Mosquito 68’ Luan Vieira 79’ | Marcatori |  |

| Arbitro: | José Argote |

|                                               |           |  |
| Ramiro 21’ Jô 28’ Mateus Vital 33’ Ramiro 58’ | Marcatori |  |

## Brasileirão

### Classifica
| Pos. | Squadra       | Pt | G  | V  | N  | P  | GF | GS | DR  |
| ---- | ------------- | -- | -- | -- | -- | -- | -- | -- | --- |
| 3.   | Palmeiras     | 66 | 38 | 20 | 6  | 12 | 58 | 43 | +15 |
| 4.   | Fortaleza     | 58 | 38 | 17 | 7  | 14 | 44 | 45 | -1  |
| 5.   | Corinthians   | 57 | 38 | 15 | 12 | 11 | 40 | 36 | +4  |
| 6.   | RB Bragantino | 56 | 38 | 14 | 14 | 10 | 55 | 46 | +9  |
| 7.   | Fluminense    | 54 | 38 | 15 | 9  | 14 | 38 | 38 | 0   |

### Risultati

#### Girone di andata
| Arbitro: | Felipe Fernandes de Lima |

|  |           |                |
|  | Marcatori | 44’ Zé Roberto |

| Arbitro: | Felipe Fernandes de Lima |

|  |           |                         |
|  | Marcatori | 29’ (rig.) Fábio Santos |

| Arbitro: | Flávio Rodrigues de Souza |

|                  |           |             |
| Raphael Veiga 3’ | Marcatori | 54’ Gabriel |

| Arbitro: | Thiago Luis Scarascati |

|          |           |                              |
| Roni 18’ | Marcatori | 51’ Aderlan 84’ Eric Ramires |

| Salvador 20 giugno 2021, ore 16:00 UTC-3 5ª giornata | Bahia                 | 0 – 0 referto | Corinthians | Stadio de Pituaçu ( spett.)\| Arbitro: \| Bruno Arleu de Araújo \| |
| Arbitro:                                             | Bruno Arleu de Araújo |               |             |                                                                    |

| Arbitro: | Paulo Roberto Alves Júnior |

|                             |           |             |
| Maidana 45+3’ (aut.) Jô 51’ | Marcatori | 81’ Tréllez |

| Arbitro: | Bruno Arleu de Araújo |

|             |           |               |
| Cazares 69’ | Marcatori | 36’ (rig.) Jô |

| San Paolo 30 giugno 2021, ore 21:30 UTC-3 8ª giornata | Corinthians    | 0 – 0 referto | San Paolo | Arena Corinthians ( spett.)\| Arbitro: \| Leandro Vuaden \| |
| Arbitro:                                              | Leandro Vuaden |               |           |                                                             |

| Arbitro: | Marcelo de Lima Henrique |

|        |           |                      |
| Jô 79’ | Marcatori | 39’ (rig.) Edenílson |

| Arbitro: | Ricardo Marques Ribeiro |

|  |           |        |
|  | Marcatori | 59’ Jô |

| Arbitro: | Caio Max Augusto Vieira |

|            |           |  |
| Robson 19’ | Marcatori |  |

| Arbitro: | Jean Pierre Gonçalves Lima |

|                      |           |                   |
| Gustavo Mosquito 38’ | Marcatori | 64’ Hulk 86’ Hulk |

| Arbitro: | Ramon Abatti Abel |

|                  |           |                    |
| Rafael Elias 70’ | Marcatori | 27’ Roni 37’ Adson |

| Arbitro: | Leandro Vuaden |

|             |           |                                                            |
| Vitinho 88’ | Marcatori | 6’ Éverton Ribeiro 39’ Gustavo Henrique 43’ Bruno Henrique |

| Santos 8 agosto 2021, ore 16:00 UTC-3 15ª giornata | Santos                    | 0 – 0 referto | Corinthians | Stadio Urbano Caldeira ( spett.)\| Arbitro: \| Flávio Rodrigues de Souza \| |
| Arbitro:                                           | Flávio Rodrigues de Souza |               |             |                                                                             |

| Arbitro: | Rodolpho Toski Marques |

|                                                                        |           |          |
| Adson Ferreira Soares 16’ Adson Ferreira Soares 29’ Renato Augusto 67’ | Marcatori | 69’ Rick |

| Arbitro: | Wilton Pereira Sampaio |

|  |           |          |
|  | Marcatori | 54’ Roni |

| Arbitro: | Ricardo Marques Ribeiro |

|  |           |        |
|  | Marcatori | 79’ Jô |

| Arbitro: | Ramon Abatti Abel |

|                  |           |                   |
| Róger Guedes 85’ | Marcatori | 32’ Ricardo Bueno |

#### Ritorno
| Arbitro: | Antônio Dib Moraes de Sousa |

|                |           |                     |
| Zé Roberto 89’ | Marcatori | 60’ Gabriel Pereira |

| Arbitro: | Savio Pereira Sampaio |

|              |           |           |
| Giuliano 17’ | Marcatori | 7’ Marlon |

| Arbitro: | Raphael Claus |

|                                   |           |                      |
| Róger Guedes 20’ Róger Guedes 84’ | Marcatori | 45+2’ Gabriel Menino |

| Arbitro: | Flávio Rodrigues de Souza |

|                              |           |                                           |
| Luan Cândido 56’ Hurtado 84’ | Marcatori | 90’ Renato Augusto 90+6’ Gustavo Mosquito |

| Arbitro: | Denis da Silva Ribeiro Serafim |

|                                               |           |                     |
| Róger Guedes 45+4’ (rig.) Cantillo 52’ Jô 69’ | Marcatori | 33’ (rig.) Gilberto |

| Arbitro: | Sávio Pereira Sampaio |

|              |           |  |
| Paulinho 81’ | Marcatori |  |

| Arbitro: | Marielson Alves da Silva |

|                     |           |  |
| Gabriel Pereira 69’ | Marcatori |  |

| Arbitro: | Leandro Vuaden |

|            |           |  |
| Calleri 7’ | Marcatori |  |

| Arbitro: | Bruno Arleu de Araújo |

|                                       |           |                                      |
| Rodrigo Lindoso 9’ Gustavo Maia 90+3’ | Marcatori | 61’ Giuliano 67’ (rig.) Fábio Santos |

| Arbitro: | Paulo César Zanovelli |

|                    |           |  |
| Róger Guedes 90+8’ | Marcatori |  |

| Arbitro: | Ramon Abatti |

|              |           |  |
| Cantillo 87’ | Marcatori |  |

| Arbitro: | Bráulio da Silva Machado |

|                                     |           |  |
| Diego Costa 14’ Keno 51’ Hulk 90+5’ | Marcatori |  |

| Arbitro: | Rodolpho Toski Marques |

|                                                 |           |                       |
| Giuliano 3’ Renato Augusto 51’ Róger Guedes 57’ | Marcatori | 45+2’ Pepê 78’ Paulão |

| Arbitro: | Anderson Daronco |

|                      |           |  |
| Bruno Henrique 90+4’ | Marcatori |  |

| Arbitro: | Leandro Vuaden |

|                    |           |  |
| Jô 47’ Gabriel 85’ | Marcatori |  |

| Arbitro: | Paulo Roberto Alves Júnior |

|                       |           |                  |
| Vina 47’ González 87’ | Marcatori | 84’ Róger Guedes |

| Arbitro: | Paulo Cesar Zanovelli |

|                         |           |  |
| Fábio Santos 65’ (rig.) | Marcatori |  |

| Arbitro: | Bruno Arleu de Araujo |

|                    |           |                 |
| Renato Augusto 86’ | Marcatori | 39’ Diego Souza |

| Arbitro: | Rodolpho Toski Marques |

|                  |           |  |
| Chico 83’ (rig.) | Marcatori |  |

## Coppa del Brasile

### Turni preliminari

#### Primo turno
| Arbitro: | Jean Pierre Gonçalves Lima |

|  |           |                                           |
|  | Marcatori | 4’ Jemerson 56’ Ramiro 90+3’ Mateus Vital |

### Secondo turno
| Arbitro: | Felipe Fernandes de Lima |

|                                         |                      |                                    |
| Otero 18’                               | Marcatori            | 82’ Mayco Félix                    |
| Fábio Santos Jô Léo Natel Ramiro Fagner | Tiri di rigore 5 – 3 | Gelson Neílson Guilherme Thallyson |

### Terzo turno
| Arbitro: | Bráulio da Silva Machado |

|  |           |                           |
|  | Marcatori | 10’ Ronald 20’ João Paulo |

| Goiânia 9 giugno 2021, ore 21:30 UTC-3 Terzo turno (andata) | Atl. Goianiense         | 0 – 0 (tot.: 2-0) referto | Corinthians | Stádio Antônio Accioly ( spett.)\| Arbitro: \| Caio Max Augusto Vieira \| |
| Arbitro:                                                    | Caio Max Augusto Vieira |                           |             |                                                                           |

## Statistiche

### Statistiche di squadra
| Competizione       | In casa | In casa | In casa | In casa | In casa | In casa | In trasferta | In trasferta | In trasferta | In trasferta | In trasferta | In trasferta | Totale | Totale | Totale | Totale | Totale | Totale | DR  |
| Competizione       | G       | V       | N       | P       | Gf      | Gs      | G            | V            | N            | P            | Gf           | Gs           | G      | V      | N      | P      | Gf     | Gs     | DR  |
| ------------------ | ------- | ------- | ------- | ------- | ------- | ------- | ------------ | ------------ | ------------ | ------------ | ------------ | ------------ | ------ | ------ | ------ | ------ | ------ | ------ | --- |
| Paulistāo          | 8       | 4       | 3       | 1       | 15      | 11      | 6            | 4            | 1            | 1            | 6            | 2            | 14     | 8      | 4      | 2      | 21     | 13     | +8  |
| Brasileirāo        | 18      | 9       | 5       | 4       | 26      | 17      | 19           | 5            | 7            | 7            | 14           | 18           | 38     | 15     | 12     | 11     | 40     | 36     | +6  |
| Coppa Sudamericana | 3       | 2       | 0       | 1       | 9       | 2       | 3            | 1            | 1            | 1            | 3            | 4            | 6      | 3      | 1      | 2      | 12     | 6      | +6  |
| Coppa del Brasile  | 2       | 0       | 1       | 1       | 1       | 3       | 2            | 1            | 1            | 0            | 3            | 0            | 4      | 1      | 2      | 1      | 4      | 3      | +1  |
| Totale             | 31      | 15      | 9       | 7       | 51      | 33      | 30           | 11           | 10           | 9            | 26           | 24           | 62     | 27     | 19     | 16     | 77     | 58     | +21 |

### Statistiche individuali
| Giocatore        | Paulistão | Paulistão | Paulistão   | Paulistão  | Brasileirão | Brasileirão | Brasileirão | Brasileirão | Coppa Sudamericana | Coppa Sudamericana | Coppa Sudamericana | Coppa Sudamericana | Coppa del Brasile | Coppa del Brasile | Coppa del Brasile | Coppa del Brasile | Totale   | Totale | Totale      | Totale     |
| Giocatore        | Presenze  | Reti      | Ammonizioni | Espulsioni | Presenze    | Reti        | Ammonizioni | Espulsioni  | Presenze           | Reti               | Ammonizioni        | Espulsioni         | Presenze          | Reti              | Ammonizioni       | Espulsioni        | Presenze | Reti   | Ammonizioni | Espulsioni |
| ---------------- | --------- | --------- | ----------- | ---------- | ----------- | ----------- | ----------- | ----------- | ------------------ | ------------------ | ------------------ | ------------------ | ----------------- | ----------------- | ----------------- | ----------------- | -------- | ------ | ----------- | ---------- |
| Adson            | 4         | 0         | 0           | 0          | 16          | 3           | 0           | 0           | 3                  | 0                  | 0                  | 0                  | 1                 | 0                 | 1                 | 0                 | 24       | 3      | 1           | 0          |
| R. Augusto       | 0         | 0         | 0           | 0          | 21          | 4           | 2           | 0           | 0                  | 0                  | 0                  | 0                  | 0                 | 0                 | 0                 | 0                 | 21       | 4      | 2           | 0          |
| V. Cantillo      | 6         | 0         | 1           | 1          | 21          | 2           | 3           | 0           | 4                  | 0                  | 3                  | 0                  | 1                 | 0                 | 0                 | 0                 | 32       | 2      | 7           | 1          |
| Cássio           | 11        | -5        | 0           | 0          | 37          | -36         | 3           | 0           | 6                  | -6                 | 0                  | 0                  | 4                 | -3                | 0                 | 0                 | 58       | -50    | 3           | 0          |
| Cauê             | 8         | 1         | 2           | 0          | 1           | 0           | 0           | 0           | 5                  | 1                  | 0                  | 0                  | 1                 | 0                 | 0                 | 0                 | 15       | 2      | 2           | 0          |
| M. Donelli       | 3         | -4        | 0           | 0          | 1           | 0           | 0           | 0           | 1                  | 0                  | 0                  | 0                  | 0                 | 0                 | 0                 | 0                 | 5        | -4     | 0           | 0          |
| Du Queiroz       | 0         | 0         | 0           | 0          | 16          | 0           | 1           | 0           | 0                  | 0                  | 0                  | 0                  | 0                 | 0                 | 0                 | 0                 | 16       | 0      | 1           | 0          |
| Fábio Santos     | 5         | 2         | 0           | 0          | 32          | 3           | 4           | 0           | 5                  | 0                  | 4                  | 0                  | 2                 | 0                 | 1                 | 0                 | 44       | 5      | 9           | 0          |
| Fagner           | 6         | 1         | 1           | 0          | 35          | 0           | 6           | 1           | 3                  | 0                  | 1                  | 0                  | 3                 | 0                 | 3                 | 1                 | 47       | 1      | 11          | 2          |
| Felipe Augusto   | 1         | 0         | 0           | 0          | 3           | 0           | 0           | 0           | 0                  | 0                  | 0                  | 0                  | 0                 | 0                 | 0                 | 0                 | 4        | 0      | 0           | 0          |
| Gabriel          | 9         | 0         | 3           | 0          | 31          | 2           | 6           | 0           | 2                  | 0                  | 0                  | 0                  | 4                 | 0                 | 1                 | 0                 | 46       | 2      | 10          | 0          |
| Gabriel Pereira  | 7         | 0         | 0           | 0          | 21          | 2           | 1           | 0           | 4                  | 0                  | 0                  | 0                  | 1                 | 0                 | 1                 | 0                 | 33       | 2      | 2           | 0          |
| Gil              | 10        | 0         | 0           | 0          | 37          | 0           | 5           | 0           | 5                  | 1                  | 2                  | 0                  | 4                 | 0                 | 0                 | 0                 | 56       | 1      | 7           | 0          |
| Giuliano         | 0         | 0         | 0           | 0          | 21          | 3           | 1           | 0           | 0                  | 0                  | 0                  | 0                  | 0                 | 0                 | 0                 | 0                 | 21       | 3      | 1           | 0          |
| Gustavo Mantuan  | 0         | 0         | 0           | 0          | 3           | 0           | 0           | 0           | 0                  | 0                  | 0                  | 0                  | 0                 | 0                 | 0                 | 0                 | 3        | 0      | 0           | 0          |
| Gustavo Mosquito | 9         | 2         | 0           | 0          | 37          | 2           | 2           | 0           | 5                  | 2                  | 0                  | 0                  | 3                 | 0                 | 0                 | 0                 | 54       | 6      | 2           | 0          |
| Jô               | 10        | 2         | 0           | 0          | 32          | 7           | 0           | 0           | 6                  | 1                  | 1                  | 0                  | 4                 | 0                 | 0                 | 0                 | 52       | 10     | 1           | 0          |
| João Pedro       | 0         | 0         | 0           | 0          | 1           | 0           | 0           | 0           | 0                  | 0                  | 0                  | 0                  | 0                 | 0                 | 0                 | 0                 | 1        | 0      | 0           | 0          |
| João Victor      | 8         | 0         | 1           | 1          | 36          | 0           | 5           | 0           | 3                  | 0                  | 1                  | 0                  | 1                 | 0                 | 0                 | 0                 | 48       | 0      | 7           | 1          |
| Léo Santos       | 3         | 0         | 0           | 0          | 0           | 0           | 0           | 0           | 0                  | 0                  | 0                  | 0                  | 0                 | 0                 | 0                 | 0                 | 3        | 0      | 0           | 0          |
| Luan             | 9         | 1         | 2           | 0          | 18          | 0           | 1           | 0           | 4                  | 3                  | 0                  | 0                  | 2                 | 0                 | 0                 | 0                 | 33       | 4      | 3           | 0          |
| Lucas Piton      | 8         | 1         | 0           | 0          | 7           | 0           | 0           | 0           | 3                  | 0                  | 0                  | 0                  | 3                 | 0                 | 0                 | 0                 | 21       | 1      | 0           | 0          |
| Mandaca          | 2         | 1         | 0           | 0          | 0           | 0           | 0           | 0           | 1                  | 0                  | 0                  | 0                  | 0                 | 0                 | 0                 | 0                 | 3        | 1      | 0           | 0          |
| Marquinhos       | 0         | 0         | 0           | 0          | 10          | 0           | 1           | 0           | 0                  | 0                  | 0                  | 0                  | 0                 | 0                 | 0                 | 0                 | 10       | 0      | 1           | 0          |
| Matheus Araújo   | 1         | 0         | 0           | 0          | 0           | 0           | 0           | 0           | 0                  | 0                  | 0                  | 0                  | 0                 | 0                 | 0                 | 0                 | 1        | 0      | 0           | 0          |
| Raul Gustavo     | 6         | 2         | 3           | 0          | 3           | 0           | 1           | 0           | 3                  | 0                  | 1                  | 0                  | 1                 | 0                 | 1                 | 0                 | 13       | 2      | 6           | 0          |
| Róger Guedes     | 0         | 0         | 0           | 0          | 19          | 7           | 3           | 0           | 0                  | 0                  | 0                  | 0                  | 0                 | 0                 | 0                 | 0                 | 19       | 7      | 3           | 0          |
| Roni             | 8         | 0         | 0           | 0          | 21          | 3           | 7           | 0           | 3                  | 0                  | 0                  | 0                  | 2                 | 0                 | 0                 | 0                 | 34       | 3      | 7           | 0          |
| Vitinho          | 4         | 0         | 0           | 0          | 22          | 1           | 0           | 0           | 4                  | 0                  | 1                  | 0                  | 0                 | 0                 | 0                 | 0                 | 30       | 1      | 1           | 0          |
| Willian          | 0         | 0         | 0           | 0          | 9           | 0           | 0           | 0           | 0                  | 0                  | 0                  | 0                  | 0                 | 0                 | 0                 | 0                 | 9        | 0      | 0           | 0          |
| Xavier           | 0         | 0         | 0           | 0          | 16          | 0           | 0           | 1           | 0                  | 0                  | 0                  | 0                  | 0                 | 0                 | 0                 | 0                 | 16       | 0      | 0           | 1          |
| Antony           | 3         | 0         | 1           | 0          | 0           | 0           | 0           | 0           | 0                  | 0                  | 0                  | 0                  | 0                 | 0                 | 0                 | 0                 | 3        | 0      | 1           | 0          |
| A. Araos         | 3         | 0         | 0           | 0          | 11          | 0           | 3           | 0           | 2                  | 0                  | 0                  | 0                  | 2                 | 0                 | 0                 | 0                 | 18       | 0      | 3           | 0          |
| G. Camacho       | 5         | 1         | 1           | 0          | 2           | 0           | 2           | 0           | 5                  | 0                  | 1                  | 0                  | 2                 | 0                 | 0                 | 0                 | 14       | 1      | 4           | 0          |
| J. Cazares       | 3         | 0         | 0           | 0          | 0           | 0           | 0           | 0           | 0                  | 0                  | 0                  | 0                  | 2                 | 0                 | 0                 | 0                 | 5        | 0      | 0           | 0          |
| Jemerson         | 11        | 2         | 1           | 0          | 0           | 0           | 0           | 0           | 1                  | 0                  | 0                  | 0                  | 2                 | 1                 | 0                 | 0                 | 14       | 3      | 1           | 0          |
| Léo Natel        | 9         | 0         | 0           | 0          | 3           | 0           | 0           | 0           | 4                  | 0                  | 0                  | 0                  | 3                 | 0                 | 1                 | 0                 | 19       | 0      | 1           | 0          |
| Mateus Vital     | 8         | 2         | 0           | 0          | 16          | 0           | 1           | 0           | 4                  | 2                  | 0                  | 0                  | 3                 | 1                 | 0                 | 0                 | 31       | 5      | 1           | 0          |
| B. Méndez        | 8         | 1         | 1           | 0          | 0           | 0           | 0           | 0           | 4                  | 0                  | 1                  | 0                  | 3                 | 0                 | 1                 | 0                 | 15       | 1      | 3           | 0          |
| R. Otero         | 11        | 1         | 3           | 0          | 0           | 0           | 0           | 0           | 4                  | 0                  | 1                  | 0                  | 2                 | 1                 | 0                 | 0                 | 17       | 2      | 4           | 0          |
| Ramiro           | 9         | 0         | 2           | 0          | 6           | 0           | 2           | 0           | 4                  | 2                  | 0                  | 0                  | 4                 | 1                 | 2                 | 0                 | 23       | 3      | 6           | 0          |
| Rodrigo Varanda  | 8         | 1         | 0           | 0          | 0           | 0           | 0           | 0           | 0                  | 0                  | 0                  | 0                  | 2                 | 0                 | 1                 | 0                 | 10       | 1      | 1           | 0          |